# Тюленев, Николай Александрович
Николай Александрович Тюленев (5 апреля 1889, Анновка, Екатеринославская губерния — 12 декабря 1969, Киев) — украинский советский агромелиоратор, доктор сельскохозяйственных наук (1940), профессор (1955), член-корреспондент Академии наук Украины (1948).

## Биография
Окончил сельскохозяйственное отделение Киевского политехнического института. Позже работал в Департаменте земледелия, впоследствии около десяти лет был научным сотрудником Радовельской болотной опытной станции на Житомирщине.
В Украинском научно-исследовательском институте гидротехники и мелиорации работал консультантом, занимал должность заведующего отделом. В послевоенное время трудился в Киевском гидромелиоративном институте.
С 1949 работал в Институте физиологии растений и агрохимии АН Украины, где разрабатывал агротехнику выращивания сахарной свеклы и других культур и методику исследований на торфоболотных почвах.
С 1964 до последних дней жизни работал профессором-консультантом Украинского научно-исследовательского института гидротехники и мелиорации.
Похоронен на Байковом кладбище.

## Научная деятельность
Круг научных интересов профессора Н. А. Тюленева — освоение осушенных торфоболотных почв для сельского хозяйства.
Совместно с С. И. Рудич им была сконструирована пятикорпусная кротово-дренажная машина, давшая возможность повысить урожаи сельскохозяйственных культур на 40 процентов.
Автор 250 научных и научно-популярных трудов по вопросам сельскохозяйственного освоения осушенных торфоболотных почв, среди которых монографии
- «Культура сахарной свеклы на осушенных торфяных почвах Украины» (1938),
- «Осушение и освоение болот и заболоченных земель» (1952),
- «Выращивание картофеля, овощных и кормовых культур на осушенных болотах Украины» (1952).
- «Сеяные луга и пастбища на осушенных торфяных почвах» (1953).

Разработанная им методика опытов на торфоболотных почвах в своё время была принята научными учреждениями СССР.